# Кармен Клашка
Кармен Клашка (нім. Carmen Klaschka; нар. 8 січня 1987) — колишня німецька тенісистка.
Найвищу одиночну позицію світового рейтингу — 167 місце досягла 27 липня 2009, парну — 125 місце — 3 серпня 2009 року.
Здобула 3 одиночні та 10 парних титулів.

## Фінали ITF

### Одиночний розряд (3–5)
| Легенда          |
| ---------------- |
| турніри $100,000 |
| турніри $75,000  |
| турніри $50,000  |
| турніри $25,000  |
| турніри $10,000  |

| Фінали за покриттям |
| ------------------- |
| Тверде (2–1)        |
| Ґрунт (0–3)         |
| Трава (0–0)         |
| Килим (1–1)         |

| Результат | Ранг | Дата              | Турнір                      | Покриття   | Суперниця        | Рахунок       |
| --------- | ---- | ----------------- | --------------------------- | ---------- | ---------------- | ------------- |
| Перемога  | 1.   | 31 жовтня 2005    | ITF Стокгольм, Швеція       | Тверде (i) | Юганна Ларссон   | 6–3, 6–3      |
| Перемога  | 2.   | 30 жовтня 2006    | ITF Ердінг, Німеччина       | Килим (i)  | Юлія Гергес      | 6–4, 1–0 ret. |
| Поразка   | 1.   | 13 листопада 2006 | ITF Мехіко                  | Ґрунт      | Івонн Мойсбургер | 3–6, 4–6      |
| Поразка   | 2.   | 22 січня 2007     | ITF Капріоло, Італія        | Килим (i)  | Марет Ані        | 6–2, 1–6, 1–6 |
| Поразка   | 3.   | 2 квітня 2007     | ITF Путіньяно, Італія       | Тверде     | Марет Ані        | 6–7(8), 4–6   |
| Поразка   | 4.   | 2 липня 2007      | ITF Штутгарт, Німеччина     | Ґрунт      | Штефані Ґерляйн  | 3–6, 6–7(7)   |
| Поразка   | 5.   | 28 липня 2008     | ITF Бад-Заульгау, Німеччина | Ґрунт      | Луціє Градецька  | 1–6, 6–4, 4–6 |
| Перемога  | 3.   | 18 серпня 2008    | ITF Вестенде, Бельгія       | Тверде     | Флоранс Аренг    | 4–6, 6–4, 6–4 |

### Парний розряд (10–15)
| Легенда          |
| ---------------- |
| турніри $100,000 |
| турніри $75,000  |
| турніри $50,000  |
| турніри $25,000  |
| турніри $10,000  |

| Фінали за покриттям |
| ------------------- |
| Тверде (2–3)        |
| Ґрунт (8–11)        |
| Трава (0–0)         |
| Килим (0–1)         |

| Результат | Ранг | Дата              | Турнір                              | Покриття   | Партнерка         | Суперниці                                 | Рахунок          |
| --------- | ---- | ----------------- | ----------------------------------- | ---------- | ----------------- | ----------------------------------------- | ---------------- |
| Поразка   | 1.   | 25 серпня 2003    | ITF Білефельд, Німеччина            | Ґрунт      | Сабіне Клашка     | Ева Грдінова Клаудія Кардіс               | 6–2, 4–6, 6–7(5) |
| Перемога  | 1.   | 23 серпня 2004    | ITF Білефельд, Німеччина            | Ґрунт      | Сабіне Клашка     | Крістіане Гоппманн Мадіта Суер            | 6–3, 6–3         |
| Поразка   | 2.   | 6 вересня 2004    | ITF Дурмерсгайм, Німеччина          | Ґрунт      | Імке Кусґен       | Янетте Бейлкова Петра Цетковська          | 3–6, 6–7(4)      |
| Перемога  | 2.   | 11 липня 2005     | ITF Брюссель, Бельгія               | Ґрунт      | Івета Герлова     | Леслі Буткевіч Кароліне Мас               | 7–5, 6–2         |
| Перемога  | 3.   | 15 серпня 2005    | ITF Коксейде, Бельгія               | Ґрунт      | Івета Герлова     | Джессі де Вріс Самія Меджахді             | 6–1, 6–0         |
| DNP       | –    | 7 листопада 2005  | ITF Майорка, Іспанія                | Ґрунт      | Гіанна Доз        | Ребека Боу Ногейро Вероніка Рижик Уртеага | Н/Д              |
| Перемога  | 4.   | 6 березня 2006    | ITF Сандерленд, Англія              | Тверде (i) | Коріна Перковіч   | Надя Рома Пія Суомалайнен                 | 6–2, 6–3         |
| Перемога  | 5.   | 13 березня 2006   | ITF Рим, Італія                     | Ґрунт      | Дарія Юрак        | Гіанна Доз Штефані Гайднер                | 6–2, 6–2         |
| Поразка   | 3.   | 12 червня 2006    | ITF Ленцергайде, Швейцарія          | Ґрунт      | Юстіна Озга       | Нікола Франькова Луціє Кріґсманнова       | 2–6, 4–6         |
| Перемога  | 6.   | 10 липня 2006     | ITF Брюссель, Бельгія               | Ґрунт      | Івета Герлова     | Жоана Кортез Александра Срндович          | 6–3, 6–2         |
| Перемога  | 7.   | 21 серпня 2006    | ITF Білефельд, Німеччина            | Ґрунт      | Юстіна Озга       | Даніела Клеменшиц Сандра Клеменшиц        | 6–7(1), 6–3, 6–3 |
| Поразка   | 4.   | 11 вересня 2006   | ITF Гливиці, Польща                 | Ґрунт      | Юстіна Озга       | Вероніка Капшай Аріна Родіонова           | 4–6, 5–7         |
| Поразка   | 5.   | 30 жовтня 2006    | ITF Ердінг, Німеччина               | Килим (i)  | Аннетте Кольб     | Даніела Клеменшиц Сандра Клеменшиц        | 6–1, 3–6, 2–6    |
| Поразка   | 6.   | 2 квітня 2007     | ITF Путіньяно, Італія               | Тверде     | Джессіка Кіркленд | Андрея Клепач Моніка Нікулеску            | 2–6, 5–7         |
| Поразка   | 7.   | 18 червня 2007    | ITF Фонтанафредда, Італія           | Ґрунт      | Магда Міхалаке    | Мервана Югич-Салкич Теодора Мирчич        | 2–6, 1–6         |
| Поразка   | 8.   | 2 липня 2007      | ITF Штутгарт, Німеччина             | Ґрунт      | Дарія Юрак        | Катерина Деголевич Яніна Вікмаєр          | 3–6, 2–6         |
| Поразка   | 9.   | 23 червня 2008    | ITF Падуя, Італія                   | Ґрунт      | Майлен Ору        | Анда Перяну Ліана Унгур                   | 3–6, 3–6         |
| Поразка   | 10.  | 4 серпня 2008     | ITF Гехінген, Німеччина             | Ґрунт      | Дарія Юрак        | Яюк Басукі Романа Теджакусума             | 6–2, 2–6, [6–10] |
| Перемога  | 8.   | 1 вересня 2008    | ITF Марибор, Словенія               | Ґрунт      | Андреа Петкович   | Кіра Надь Анастасія Якімова               | 6–0, 2–6, [10–3] |
| Поразка   | 11.  | 6 жовтня 2008     | ITF Джунія, Ліван                   | Ґрунт      | Лаура Зігемунд    | Хаєнне Евейк Якімова Анастасія Олексіївна | 5–7, 5–7         |
| Поразка   | 12.  | 13 жовтня 2008    | ITF Торонто, Канада                 | Тверде (i) | Нікола Франькова  | Стефані Дюбуа Марі-Ев Пеллетьє            | 4–6, 3–6         |
| Перемога  | 9.   | 24 листопада 2008 | ITF Saint-Denis, Франція (Реюньйон) | Тверде     | Лаура Зігемунд    | Суріна Де Беер Тамарін Гендлер            | 6–3, 6–1         |
| Поразка   | 13.  | 11 травня 2009    | ITF Ролі, США                       | Ґрунт      | Сабіне Клашка     | Лілія Остерло Різа Заламеда               | 0–6, 0–6         |
| Поразка   | 14.  | 8 червня 2009     | ITF Злін, Чехія                     | Ґрунт      | Нікола Франькова  | Крістіна Кучова Зузана Кучова             | 3–6, 4–6         |
| Поразка   | 15.  | 22 лютого 2010    | ITF Біберах, Німеччина              | Тверде (i) | Мона Бартель      | Стефані Коен-Алоро Селіма Сфар            | 7–5, 1–6, [5–10] |
| Перемога  | 10.  | 31 травня 2010    | ITF Брно, Чехія                     | Ґрунт      | Лаура Зігемунд    | Дар'я Кустова Леся Цуренко                | w/o              |